# Geïmproviseerde bom

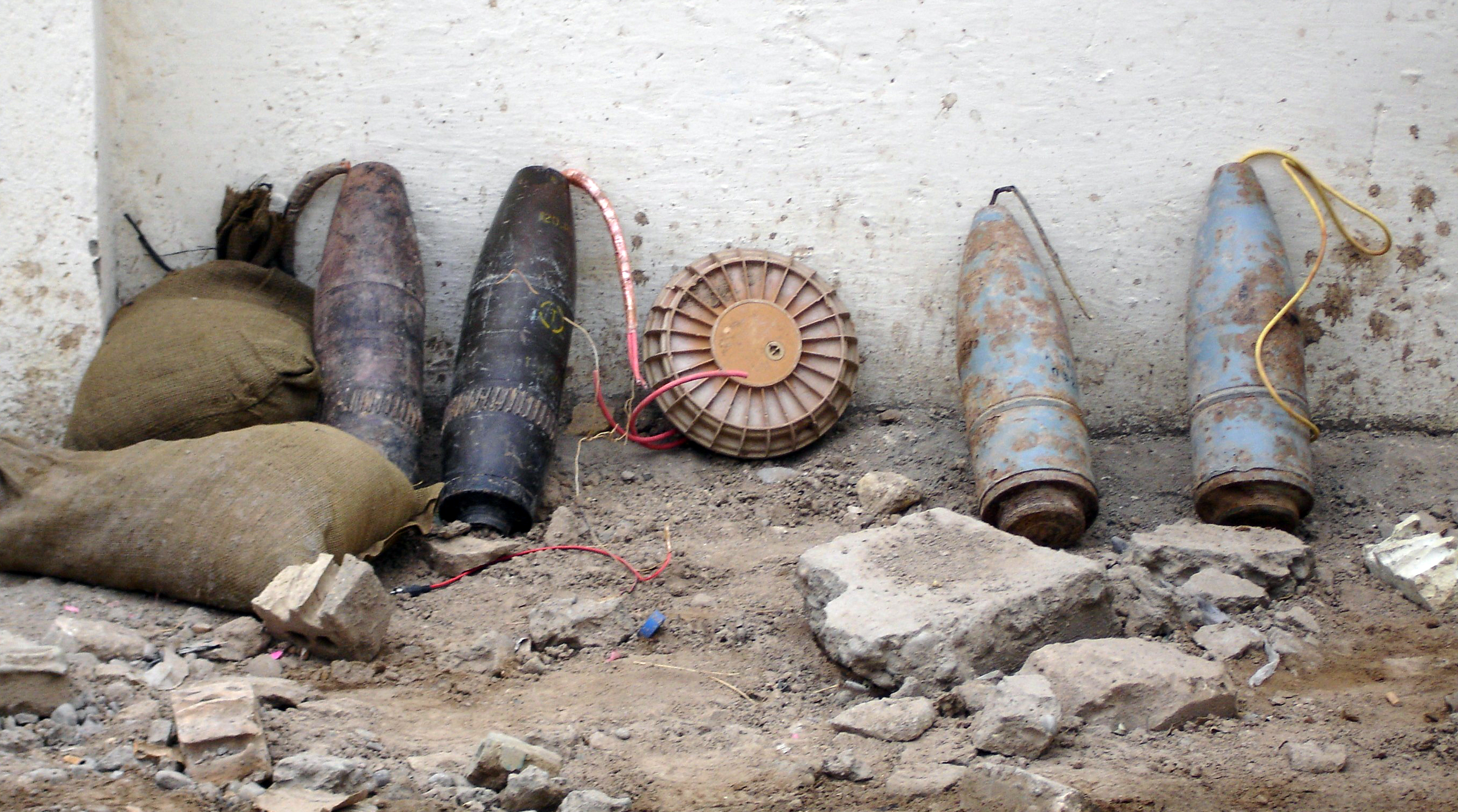
Door de Iraakse politie in beslag genomen geïmproviseerde explosieven in Bagdad (2005)

Een geïmproviseerd explosief (improvised explosive device, IED) is een bom die op geïmproviseerde manier is gemaakt en/of op geïmproviseerde wijze is geplaatst.
Er wordt vooral gebruik van gemaakt door niet-militaire actoren, zoals guerrillastrijders en terroristen. Het is de verzamelnaam voor onder meer bombrieven, bomauto's en bermbommen.

## Ontstekingsmechanisme
IED's worden onderverdeeld naar de manier van ontsteking, zoals door bediening (command improvised explosive devices, C-IED's), per radiosignaal (radio-controlled improvised explosive devices, RCIED's, tegenwoordig ook per mobiele telefoon), ontsteking door het slachtoffer (victim-operated improvised explosive devices, VOIED's, bijvoorbeeld boobytraps) of ontsteking middels infrarood licht, maar ook de zogeheten suicide bomber IED (SBIED) en vehicle-born IED (VBIED) worden met regelmaat gebruikt. Een vierde manier is door middel van tijd. Naast deze mogelijkheden is het ook mogelijk de ontsteking te laten plaatsvinden door het ontbreken van een signaal, bijvoorbeeld wanneer er geen hartslag gedetecteerd meer wordt of wanneer een drager van het explosief te ver weg loopt van een zender van een signaal.

## Geschiedenis
Een van de oudst bekende pogingen tot een bomaanslag was die van Guy Fawkes op het Engelse parlement, ook bekend als het Buskruitverraad (Gunpowder Plot), op 5 november 1605. Jaarlijks wordt dit nog herdacht met de Guy Fawkes Night of Bonfire Night (vreugdevuurnacht). Zeer waarschijnlijk zou de bom door tijdvertraging van een brandende lont tot ontsteking komen.
Tijdens de politionele acties van Nederland in Nederlands-Indië werden Nederlandse eenheden aangevallen met een zogenaamde trekbommen. Door op afstand aan een touw te trekken, werd een trekontsteker geactiveerd van bijvoorbeeld een achtergelaten Japanse vliegtuigbom langs de weg.
In Afghanistan werden internationale eenheden het doelwit van geïmproviseerde 'bermbommen'.

## Verdacht voorwerp
Van een voorwerp kan gevreesd worden dat het een bom is of bevat. Om ieder risico uit te sluiten worden soms uitgebreide maatregelen genomen. Als het iets onschadelijks is kan het een vergeten voorwerp zijn, een voorwerp dat even is achtergelaten (op Schiphol wordt daarom vaak via de omroep verzocht dat niet te doen en op treinstations wordt dit vaak vermeld op borden in de stationshal en op de perrons), of een voorwerp dat als grap of met kwade bedoelingen doelbewust gevaarlijk lijkt (nepbom), al of niet in combinatie met een bommelding. Soms moet de dader de schade betalen voor de overlast.
Anderzijds wordt een nepbom ook wel gebruikt om de beveiliging te testen, bijvoorbeeld door een journalist. Die wordt dan juist verborgen, en er wordt getest of hij ontdekt wordt.